# Dème des Lébadéens
Le dème des Lébadéens (en grec moderne : Δήμος Λεβαδέων, dímos Levadéon) ou dème de Livadiá est un dème de la périphérie de Grèce-Centrale, dans le district régional de Béotie, en Grèce. Son siège est la localité de Livadiá.
Il a été créé sous sa forme actuelle en 2010 dans le cadre du programme Kallikratis, par la fusion des anciens dèmes de Chéronée, Coronée, Dávlia, Livadiá et de la communauté de Kyriáki, devenus des districts municipaux.
Selon le recensement de 2011, la population du dème compte 31 335 habitants.